# Division I 1970-1971
La Division I 1970-1971 è stata la 68ª edizione della massima serie del campionato belga di calcio disputata tra il settembre 1970 e il maggio 1971 e conclusa con la vittoria del Standard Liegi, al suo sesto titolo e terzo consecutivo.
Capocannoniere del torneo fu Erwin Kostedde (Standard Liegi), con 26 reti.

## Formula
Come nella stagione precedente le squadre partecipanti furono 16 e disputarono un turno di andata e ritorno per un totale di 30 partite.
Le ultime due classificate vennero retrocesse in Division 2.
Le società ammesse alle coppe europee furono cinque: la squadra campione si qualificò alla Coppa dei Campioni 1971-1972; seconda, terza e quarta classificata alla Coppa UEFA 1971-1972 e la vincitrice della coppa nazionale alla Coppa delle Coppe 1971-1972

## Classifica finale
|    | Classifica                     | G  | V  | N  | P  | GF | GS | Dif | Pt |
| -- | ------------------------------ | -- | -- | -- | -- | -- | -- | --- | -- |
| 1  | Standard Liegi                 | 30 | 21 | 5  | 4  | 66 | 24 | 42  | 47 |
| 2  | RFC Brugeois                   | 30 | 21 | 4  | 5  | 71 | 32 | 39  | 46 |
| 3  | Anderlecht                     | 30 | 18 | 5  | 7  | 53 | 28 | 25  | 41 |
| 4  | K. Lierse SK                   | 30 | 17 | 1  | 12 | 45 | 31 | 14  | 35 |
| 5  | R. Racing White                | 30 | 12 | 9  | 9  | 35 | 29 | 6   | 33 |
| 6  | K. Beerschot VAV               | 30 | 12 | 9  | 9  | 36 | 32 | 4   | 33 |
| 7  | KSK Beveren                    | 30 | 11 | 8  | 11 | 33 | 33 | 0   | 30 |
| 8  | K. Sint-Truidense VV           | 30 | 11 | 7  | 12 | 36 | 39 | -3  | 29 |
| 9  | KSV Waregem                    | 30 | 8  | 11 | 11 | 33 | 35 | -2  | 27 |
| 10 | Union Royale Saint-Gilloise    | 30 | 9  | 7  | 14 | 40 | 49 | -9  | 25 |
| 11 | RFC Liégeois                   | 30 | 6  | 13 | 11 | 17 | 33 | -16 | 25 |
| 12 | R. Crossing Club de Schaerbeek | 30 | 9  | 6  | 15 | 29 | 42 | -13 | 24 |
| 13 | Anversa                        | 30 | 9  | 6  | 15 | 30 | 50 | -20 | 24 |
| 14 | KFC Diest                      | 30 | 7  | 10 | 13 | 29 | 37 | -8  | 24 |
| 15 | R. Charleroi SC                | 30 | 8  | 7  | 15 | 37 | 54 | -17 | 23 |
| 16 | ARA La Gantoise                | 30 | 4  | 6  | 20 | 23 | 65 | -42 | 14 |

### Verdetti
- R. Standard Club Liégeois campione del Belgio 1970-71.
- R. Charleroi SC e ARA La Gantoise retrocesse in Division II.